# 10657 Ванах
10657 Ванах (10657 Wanach) — астероїд головного поясу, відкритий 25 березня 1971 року.
Тіссеранів параметр щодо Юпітера — 3,323.